# Perilampus brisbanensis
Perilampus brisbanensis är en stekelart som beskrevs av Girault 1915. Perilampus brisbanensis ingår i släktet Perilampus och familjen gropglanssteklar. Inga underarter finns listade i Catalogue of Life.